# Republika (politická strana)
Republika byla česká politická strana, založená v roce 2013. Ideologicky se hlásila k pravicovému konzervatismu.    
Strana byla od roku 2015 v insolvenci. V lednu 2022 vláda navrhla pozastavit činnost strany z důvodu neplnění zákonných povinností. Dne 12. prosince 2023 Nejvyšší správní soud stranu rozpustil.

## Program
Kontroverzi budily některé body z oblasti imigrační politiky a registr přestupků. Média stranu kritizovala za skeptický postoj vůči islámu. Mezi některé programové body patřil například registr přestupků postavený na systému „třikrát a dost“, dále opatření, která měla „zabránit útokům ze strany nepřizpůsobivých“, zpřísnění trestů za závažné trestné činy nebo omezení zneužívání sociálních dávek. Strana také chtěla bojovat proti údajné pozitivní diskriminaci.

## Historie
Ustavující sjezd proběhl v únoru roku 2014. Na post předsedy a prvního místopředsedy byli zvoleni bývalí poslanci strany Věci veřejné Otto Chaloupka a Michal Babák. Řadovými místopředsedy se stali Antonín Cekota a Radka Sitarová. Cekota dříve působil jako krajský manažer ODS. V únoru 2015 se konala II. celostátní konference strany, předsedou byl zvolen Michal Babák a 1. místopředsedou pak Bohuslav Jedinák. Posty řadových místopředsedů obsadili Jan Blažek, Antonín Cekota, Otto Chaloupka, Radka Sitarová a Zdeněk Renc.
První předseda strany Otto Chaloupka několikrát vzbudil kontroverzi vyjádřeními, která byla některými médii označena za rasistická.
Stranu dále podpořili například senátoři Miroslav Krejča, Pavel Lebeda a bývalá olympionička Olga Charvátová-Křížová, která za stranu kandidovala jako nezávislá kandidátka do Evropského parlamentu.

## Evropské volby
Volby do Evropského parlamentu 2014 byly první volby, kterých se strana zúčastnila. Hlavními kandidáty byli předseda strany Otto Chaloupka a bývalá novinářka Eva Jurinová.
Předvolební komunikace stála na kontaktní kampani po regionech Čech, Moravy a Slezska. Republika získala v celé republice jen 2240 hlasů (0,14 procenta) a žádného zástupce v Evropském parlamentu nezískala.